# Americocreagris columbiana
Americocreagris columbiana es una especie de arácnido del orden Pseudoscorpionida de la familia Neobisiidae.

## Distribución geográfica
Se encuentra en Oregón y Washington (Estados Unidos).